# Rakieem Salaam
Rakieem Mustafa Allah Salaam, detto Mookie (5 aprile 1990), è un velocista statunitense.

## Palmarès
| Anno | Manifestazione | Sede   | Evento  | Risultato | Prestazione | Note |
| ---- | -------------- | ------ | ------- | --------- | ----------- | ---- |
| 2013 | Mondiali       | Mosca  | 4×100 m | Argento   | 37"66       |      |
| 2014 | World Relays   | Nassau | 4×100 m | Batteria  | dq          |      |